# Bertolozzi
Bertolozzi je priimek več oseb:    
- Joseph Bertolozzi, ameriški skladatelj
- Paolo Giovanni Bertolozzi, italijanski rimskokatoliški škof